# Apials
Les apials (Apiales) són un ordre de plantes angiospermes. L'actual sistema APG IV de classificació de les angiospermes situa aquest ordre dins del clade de les campanúlides, un subclade de les astèrides,, s'hi inclouen 7 famílies 7 families i més de 5.400 espècies agrupades en prop de 500 gèneres, Inclou plantes força conegudes com ara la pastanaga (Daucus carota), el ginseng (Panax ginseng), l'heura (Hedera helix), l'anís o matafaluga (Pimpinella anisum), el coriandre (Coriandrum sativum) o el pitòspor (Pittosporum tobira).

## Taxonomia
Aquest ordre va ser descrit per primer cop l'any 1930 a l'obra Hisi-Shokubutsu pel botànic japonès Takenoshin Nakai (1882 – 1952).

### Famílies
A la classificació del vigent sistema APG IV (2016), dins de l'ordre de les apials hi ha les 7 famílies següents:
- Apiaceae
- Araliaceae
- Griseliniaceae
- Myodocarpaceae
- Pennantiaceae
- Pittosporaceae
- Torricelliaceae